# Liste der Kulturdenkmäler in Nohn
In der Liste der Kulturdenkmäler in Nohn sind alle Kulturdenkmäler der rheinland-pfälzischen Ortsgemeinde Nohn aufgeführt. Grundlage ist die Denkmalliste des Landes Rheinland-Pfalz (Stand: 17. Juli 2023).

## Einzeldenkmäler
| Bezeichnung                        | Lage                                                 | Baujahr                  | Beschreibung | Bild                           |
| ---------------------------------- | ---------------------------------------------------- | ------------------------ | --- | ------------------------------ |
| Wohnhaus                           | Bergstraße 10 Lage                                   | 1802                     | Krüppelwalmdachbau, bezeichnet 1802 | Fotos hochladen                |
| Wohnhaus                           | Hauptstraße 33 Lage                                  | 18. Jahrhundert          | eingeschossiges, teilweise massives Fachwerkhaus, Kniestock, vermutlich aus dem 18. Jahrhundert                                                                                 | Fotos hochladen                |
| Hofanlage                          | Hauptstraße 38 Lage                                  | 1807                     | Streckhof, bezeichnet 1807 (1804?) | Fotos hochladen                |
| Katholische Pfarrkirche St. Martin | Kirchstraße 14 Lage                                  | 1781                     | Saalbau, 1781, Architekt Bruder Konrad Nick aus Solothurn, Turm aus dem 16. Jahrhundert; vor der Kirche alte Grabsteine, auf dem Friedhof Kreuzigungsbildstock, bezeichnet 1741 | weitere Bilder Fotos hochladen |
| Kriegerdenkmal                     | Kirchstraße, vor Nr. 14 Lage                         | 1920er Jahre             | Kriegerdenkmal 1914/18, von Löwen flankiertes Tor zum Kirchhof | Fotos hochladen                |
| Wegekapelle                        | Kirchstraße, Ecke Zur Ley Lage                       | 1861                     | Putzbau, bezeichnet 1861 | Fotos hochladen                |
| Bildstock                          | Kirchstraße, Ecke Hauptstraße Lage                   |                          | barocker Kreuzigungsbildstock aus Sandstein | Fotos hochladen                |
| Wohnhaus                           | Zur Ley 2 Lage                                       | 1816                     | Wohnhaus/-teil einer Hofanlage, bezeichnet 1816 (?), Rotsandstein-Toreinfahrt                                                                                                   | Fotos hochladen                |
| Wohnhaus                           | Zur Ley 3 Lage                                       | 18. oder 19. Jahrhundert | eineinhalbgeschossiges Fachwerkhaus, teilweise massiv und teilweise verkleidet, 18. oder 19. Jahrhundert                                                                        | Fotos hochladen                |
| Nohner Mühle                       | südwestlich des Ortes am Ahbach (Nohnermühle 2) Lage | 1778                     | ehemalige Mahlmühle, Wohnhaus bezeichnet 1778, Scheune teilweise in Fachwerkbauweise, bezeichnet 1804                                                                           | weitere Bilder Fotos hochladen |
| Wegekapelle                        | südwestlich des Ortes bei der Nohner Mühle Lage      | 1804                     | Putzbau, angeblich von 1804 | weitere Bilder Fotos hochladen |